# Ruyan (distrito)

Mapa del norte de Irán durante el Intermedio Iraní. Las fronteras representan los límites geográficos tradicionales de cada región.

Ruyan (en persa: رویان‎), más tarde conocido como Rustamdar ( رستمدار), era el nombre de un distrito montañoso que abarcaba la parte occidental de Tabaristán/Mazandaran, una región en la costa del Caspio en el norte de Irán.
En la mitología iraní, Ruyan es reconocido como uno de los escenarios desde donde el mítico arquero Arash lanzó su flecha, que alcanzó el extremo de Khorasan y estableció la frontera entre Irán y Turán. Históricamente, Ruyan aparece documentado por primera vez como una de las regiones gobernadas por el rey Gushnasp y sus herederos, quienes actuaron como vasallos bajo el imperio sasánida hasta ser destituidos por el Rey de Reyes, Kavad I, quien reinó en dos períodos, desde 488 hasta 496 y de 498 hasta 531.
Durante la invasión árabe de Irán, el último shahanshah, Yazdegerd III (que reinó entre 632 y 651), presuntamente transfirió el gobierno de Tabaristán a Gil Gavbara, un gobernante dabuyida y bisnieto del shahanshah Jamasp (quien reinó entre 496 y 498/9). A Baduspan I, hijo de Gil Gavbara, se le otorgó el control de Ruyan en el año 665, estableciendo así la dinastía Baduspanid. Esta familia gobernó la región hasta que fue conquistada por los safávidas en la década de 1590.

## Historia
Ruyan era el nombre de un distrito montañoso ubicado en la parte occidental de Tabaristán/Mazandarán, en la región costera del Mar Caspio, en el norte de Irán. El orientalista francés James Darmesteter propuso que Ruyan era equivalente a la montaña conocida como Raodita («rojiza») mencionada en el texto zoroástrico Yasht y Royishnom, así como en otro documento zoroástrico, el Bundahishn. Además, el erudito medieval iraní Al-Biruni (fallecido después de 1050) afirmó que fue desde Ruyan desde donde el legendario arquero Arash disparó su flecha hacia el límite de Khorasan, estableciendo así la frontera entre Irán y Turán.
Ruyan formaba parte de las tierras gobernadas por un rey local llamado Gushnasp, según la Carta de Tansar, redactada por el sumo sacerdote del Rey de Reyes sasánida, Ardashir I (reinado 224–242). Gushnasp se sometió a Ardashir I tras recibir garantías de la conservación de su reino, y su linaje continuó gobernando Tabaristán hasta el segundo mandato de Kavad I (reinado 488–496, 498-531), quien depuso a esta dinastía y designó a su hijo Kawus como sucesor.
Durante la invasión árabe de Irán, el último shahanshah, Yazdegerd III (reinado 632-651), supuestamente entregó el control de Tabaristán al gobernante dabuyida Gil Gavbara, bisnieto del shahanshah Jamasp (reinado 496–498/9).  Al hijo de Gil Gavbara, Baduspan I, se le otorgó el control de Ruyan en el año 665, estableciendo así la dinastía Baduspanid, que mantendría el poder en la región hasta su conquista por los safávidas en la década de 1590. Otro de los hijos de Gil, Dabuya, sucedió a su padre como líder de la familia Dabuyid, gobernando el resto de Tabaristán.
El último gobernante dabuyí, Khurshid, logró salvaguardar su reino contra el califato omeya, pero finalmente fue derrotado en 760 por su sucesor, el califato abasí.  Posteriormente, Tabaristán se convirtió en una provincia regular del califato, gobernada desde Amul por un gobernador árabe, aunque las dinastías locales de los Bavandids, Qarinvandids, Zarmihrids y Baduspanids, anteriormente sujetos a los Dabuyids, continuaron controlando el interior montañoso como vasallos tributarios del gobierno abasí.    Estos gobernantes eran en gran medida, si no completamente, autónomos. 
Según los geógrafos persas del siglo X, Ahmad ibn Rustah e Ibn al-Faqih, Ruyan inicialmente formaba parte de Daylam pero fue incorporado a Tabaristán tras su conquista por el califato. Ruyan era un amplio distrito flanqueado por dos montañas. Cada ciudad del distrito podía movilizar entre 400 y 1000 hombres armados. El kharaj (impuesto) establecido por el califa Harun al-Rashid (reinado 786–809) ascendía a 400,050 dirhams. Además, un wali (gobernador) residía en la ciudad de Kajija. Los registros de ambos autores sugieren que existía una zona fronteriza entre Ruyan y el Daylam independiente, que incluía ciudades como Chalus, al-Muhdatha y Muzn.
Debido a la prominencia regional de los Baduspanids, durante la era mongola, Ruyan pasó a ser conocido como Rustamdar, una adaptación del título real 'ustandar', que había sido utilizado desde el reinado de Shahriyar III ibn Jamshid (reinado 937–949).
Los Baduspanids fueron temporalmente desplazados del poder por los Mar'ashis, quienes gobernaron Rustamdar desde 1381 hasta 1390. En ese año, los Mar'ashis decidieron reinstaurar al príncipe baduspanida Sa'd al-Dawla Tus en el trono de Rustamdar para confrontar al príncipe afrasiyabí Iskandar-i Shaykhi, quien se había aliado con el gobernante turco-mongol Timur (reinado 1370-1405), en su campaña por conquistar Mazandaran. Sin embargo, Tus mantuvo una correspondencia secreta con Iskandar-i Shaykhi y, en 1392, se unió a las fuerzas de Timur. En 1393, Timur desplazó a los Mar'ashis y tomó el control de Mazandaran.
En 1399/1400, Timur despojó a los Baduspanids de la mayoría de sus territorios, relegando al nuevo gobernante baduspanida, Kayumarth I, al castillo de Nur. No obstante, en 1405, Kayumarth I logró restaurar su gobierno en Rustamdar. Falleció en 1453, y tras su muerte, se desencadenó una lucha dinástica que culminó con la división de su reino entre sus hijos, Iskandar IV y Ka'us II, quienes gobernaron en Kojur y Nur respectivamente.
La dinastía Baduspanid nunca se reunificó; las dos ramas continuaron gobernando de manera independiente hasta que fueron finalmente depuestas en la década de 1590 por el monarca safávida de Irán, Abbas el Grande (reinado 1588-1629).